# Broadband Access Server
Pour les articles homonymes, voir BAS, BNG et Bras.

Schéma d'un réseau à large bande xDSL.

Un Broadband Access Server (BAS) ou Broadband Remote Access Server (BRAS), ou Broadband Network Gateway (BNG) ou serveur d'accès à large bande est un équipement réseau spécialisé dans l'agrégation et le traitement des sessions clients (typiquement un routeur spécifique,), qui assure l'agrégation ainsi que la terminaison des flux des DSLAM (ou des OLT) d'un réseau xDSL (ou d'un réseau PON) ou leur tunnelisation entre le réseau de collecte ou de transport, et le réseau du Fournisseur d'accès à Internet (FAI). 
Ses tâches spécifiques sont les suivantes :
- Agréger le trafic en provenance des DSLAM (et OLT)
- Authentifier[6] et comptabiliser les sessions des utilisateurs (contrôle d'accès), souvent via un système de proxy RADIUS
- Terminer logiquement et/ou tunneliser les sessions utilisateurs:
  - PPP (PPPoE ou PPPoA) ; en cas de tunnelisation, le protocole L2TP[7],[8] est utilisé (un BAS sera alors LAC côté opérateur de collecte, et LNS côté FAI)
  - IP sur ATM ou Ethernet[9]
- Faire respecter des notions de qualité de service[10]
- Router le trafic vers le nœud suivant dans le réseau du FAI ou Internet

Le BAS est le premier saut IP que rencontre le trafic sortant d'un utilisateur en xDSL (ou en PON), il est responsable de l'assignation d'adresse IP si la session est terminée plutôt que tunnelisée.
Dans le cadre d'une architecture de collecte IP/xDSL (ou de collecte IP/PON), les réseaux de collectes d'une part, et du FAI client collecte d'autre part, peuvent être séparés par un équipement assurant uniquement la démarcation contractuelle des deux réseaux (et éventuellement la conversion d'interfaces physiques) : un EAS, (Équipement d'Accès au Service).